# Never Touched Me
Never Touched Me è un cortometraggio muto del 1919 diretto da Alfred J. Goulding. Il film, di genere comico, fu interpretato da Harold Lloyd, Snub Pollard, Bebe Daniels, Sammy Brooks.

## Trama
Harold è uno dei tanti corteggiatori di Bebe. Scoppiano litigi a casa di Bave, e alla fine lei e Harold se ne vanno rapidamente a piedi mentre vengono inseguiti ferocemente dagli altri. Bebe conduce Harold in un bar dove lei fa la ballerina, annunciata ai clienti come "La principessa dello zaffiro". Harold viene scambiato per un direttore d'orchestra e guida comicamente la band in una melodia, cercando nel frattempo di evitare di essere colpito da uno strumento di trombonista. Il più agguerrito tra i corteggiatori di Babe, tenta di soffocare Harold con una violenta presa, dopo averlo visto uscire dal camerino di Bebe. Harold viene salvato dalla polizia che lo informa che il corteggiatore che lo stava soffocando era un ricercato.